# Kävlinge kommunala holding
Kävlinge kommunala holding AB är ett svenskt förvaltningsbolag som agerar moderbolag för de verksamheter som Kävlinge kommun har valt att driva i aktiebolagsform. Bolaget ägs helt av kommunen.

## Bolag
Källa: 
- KKB Fastigheter AB
- KKL Fastigheter AB